# Casa de Karađorđević

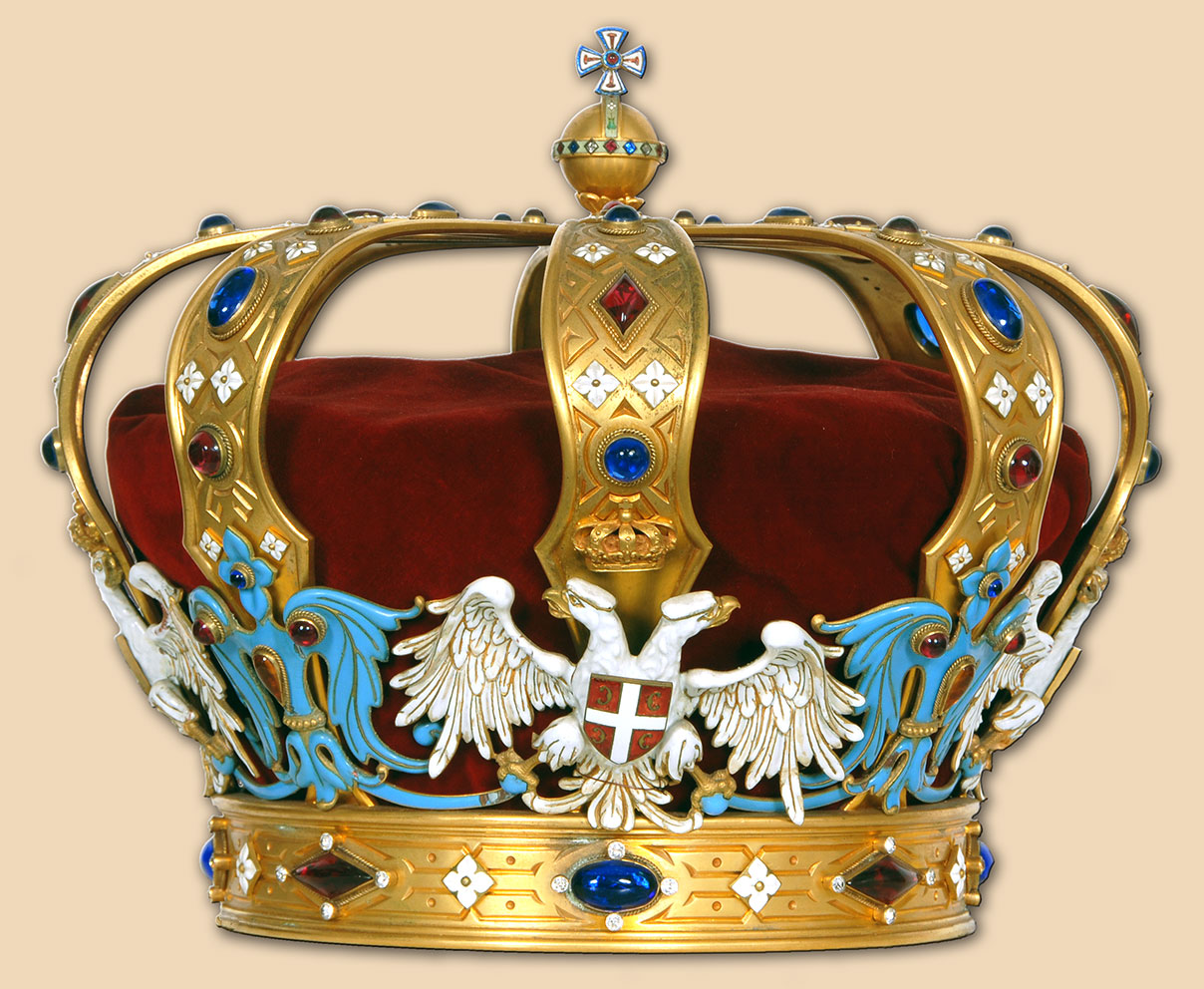
Coroa dos Karađorđević

A Casa de Karađorđević ou Karadjordjevitsch foi a segunda casa real do Reino da Sérvia (1878-1918) e da Iugoslávia (1918-1945). A dinastia foi fundada por Jorge Negro (dito Karađorđe em turco-sérvio), líder do Primeiro Levante Sérvio em 1804.
Os atuais príncipes herdeiros da dinastia Karađorđević são filhos da brasileira D. Maria da Glória de Orléans e Bragança, princesa de Orléans-Bragança.

## Soberanos da Casa de Karađorđević
- Alexandre Karađorđević, príncipe não-soberano da Sérvia (1842-1858)
- Pedro I, rei da Sérvia (1903-1918) e dos Sérvios, Croatas e Eslovenos (1918-1921)
- Alexandre I da Iugoslávia, rei dos Sérvios, Croatas e Eslovenos (1921-1929) e da Iugoslávia (1929-1934)
- Pedro II da Iugoslávia, rei da Iugoslávia (1934-1945), chefe da Casa Real (1945-1970)
- Alexandre II Karadjordjevitch, príncipe da Iugoslávia, chefe da Casa Real (1970-)